# Idrija
Idrija  (em italiano:  Idria; em alemão:  Idria) é um município da Eslovênia. A sede do município fica na localidade de Idrija.
O património mineiro de Idrija encontra-se classificado pela UNESCO como Património Mundial, tendo sido incluído no sítio denominado Património do mercúrio. Almadén e Idrija, que também integra Almadén, na Espanha.
|  |